# La dama boba (película)
La dama boba es una película del año 2006, dirigida por Manuel Iborra, que es adaptación de la obra teatral homónima escrita por Lope de Vega.

## Sinopsis
Está ambientada en la España del siglo XVI donde dos hermanas, Finea y Nise, son víctimas del machismo imperante en el reino. Para ello una decide escribir para expresar su odio y la otra se hace la tonta... Un amor en común les hará enfrentarse entre ellas...
Sin embargo, es uno de los temas secundarios de la obra el que despierta mayor interés entre el público de hoy día: el lugar que ocupa la mujer en una sociedad que la sitúa a la sombra del padre o del marido. Y es en relación con este tema donde comprobamos la modernidad del autor, al presentar a los personajes femeninos como dos mujeres que acabarán utilizando su intelecto para conseguir sus objetivos amorosos.

## Reparto
| Actor/Actriz                   | Personaje            |
| ------------------------------ | -------------------- |
| Silvia Abascal                 | Finea                |
| Cristina Collado               | Gerarda              |
| José Coronado                  | Laurencio            |
| Antonio de la Fuente           | Duardo               |
| Juan Díaz                      | Pedro                |
| Verónica Forqué                | Otavia               |
| Macarena Gómez                 | Nise                 |
| Paco León                      | Maestro Danza        |
| Antonio Resines                | Rufino               |
| José María Sacristán           | Feniso               |
| Roberto San Martín             | Liseo                |
| María Vázquez                  | Clara                |
| Juan Navarro Teniente Paterson | Fraile               |
| Enrique San Francisco          |                      |
| Cuca Escribano                 |                      |
| Antonio Pardo                  | Duelista enmascarado |
| Chema Ruiz                     |                      |